# Haibach (Niederbayern)

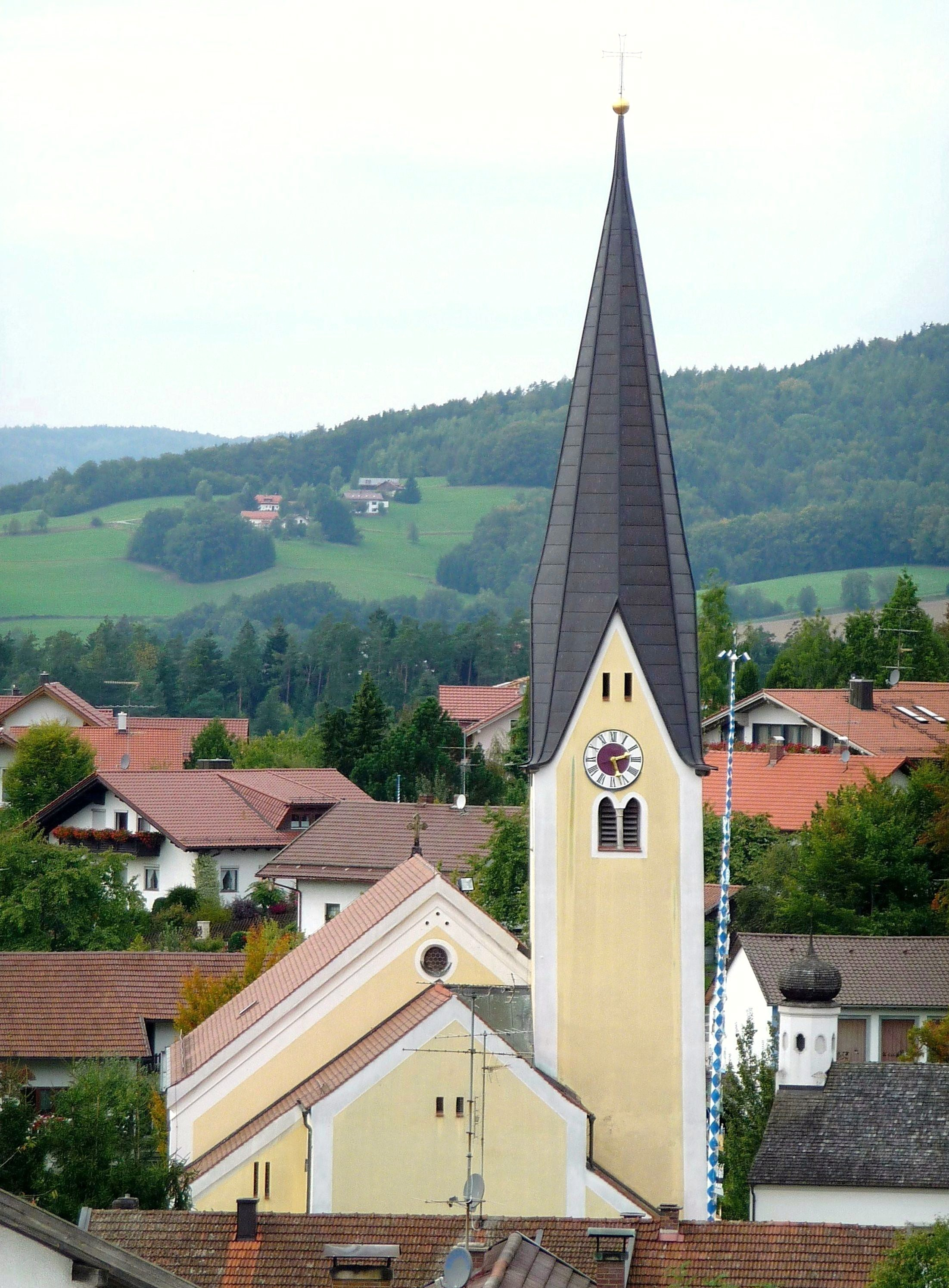
Die Pfarrkirche St. Laurentius

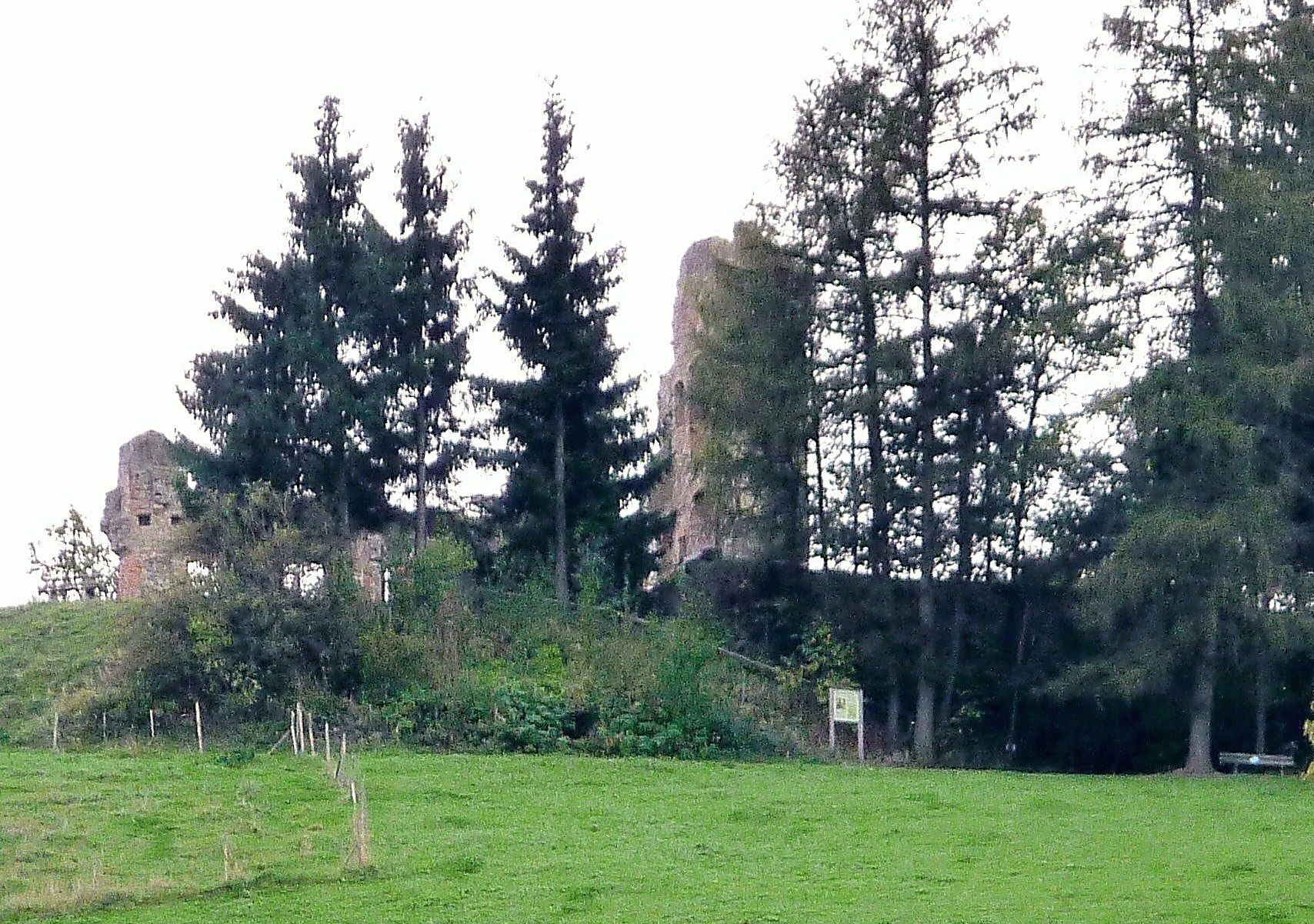
Blick zur Burgruine Haibach

Haibach (bairisch Hoiba) ist eine Gemeinde und ein gleichnamiges Pfarrdorf im niederbayerischen Landkreis Straubing-Bogen.

## Geografie

### Geografische Lage
Die Gemeinde liegt in der Planungsregion Donau-Wald, 45 km östlich von Regensburg und 20 km nordöstlich von Straubing.
Der Ort Haibach befindet sich in einem Talkessel und wird im Osten vom Lanzlberg, Winterberg und Sommerberg umschlossen. Im Süden erhebt sich der Hofberg mit der Ruine Haibach. Haibach wird vom Schreinerbach durchflossen.

### Gemeindegliederung
Es gibt 76 Gemeindeteile:
- Abendberg
- Altenried
- Altvielreich
- Bachwies
- Biel
- Bielberg
- Birka
- Blöß
- Bonholz
- Buchet
- Bühl
- Dammersdorf
- Eben
- Edenhof
- Ehren
- Elisabethszell
- Froschau
- Glasberg
- Gnadendorf
- Hacksberg
- Haibach
- Hartmannsgrub
- Herrnwies
- Herrnwies
- Hiening
- Hitzenberg
- Hofberg
- Irschenbach
- Krautgartenholz
- Kreuzhaus
- Krottenholz
- Kufhäusern
- Landasberg
- Lanzlberg
- Leimbühlholz
- Leithen
- Loidershof
- Maierhofen
- Neurimmersdorf
- Neuvielreich
- Obergrub
- Obermühl
- Obernebling
- Pfarrerberg
- Pillersberg
- Pirkmühl
- Prünstfehlburg
- Radmoos
- Ratzing
- Recksberg
- Redlingsfurth
- Riedelswald
- Riedern
- Roßhaupten
- Sägmühl
- Schmidberg
- Schuhchristleger
- Seemuck
- Seign
- Semmersdorf
- Siegenfurt
- Sollerholz
- Sollerwies
- Sommerberg
- Stegberg
- Stegbergmühl
- Tempelhof
- Thanhaus
- Thanholz
- Untergrub
- Unternebling
- Vornwald
- Wahdorf
- Waldwies
- Weingarten
- Winterberg

Brell und Steinfurt sind mittlerweile keine Gemeindeteile mehr.
Gemarkungen sind Elisabethszell, Haibach, Irschenbach, Landasberg und Prünstfehlburg.
| Gemarkung        | Fläche in Hektar |
| ---------------- | ---------------- |
| Elisabethszell   | 1420,70          |
| Haibach          | 0482,86          |
| Irschenbach      | 0344,91          |
| Landasberg       | 0400,83          |
| Prünstfehlburg   | 0588,56          |
| Gemeinde Haibach | 3237,86          |

## Geschichte

### Bis zur Gemeindegründung
Haibach, erstmals 1106 genannt, hat seinen Namen von dem Rittergeschlecht der Haybecken, später Haibeck. Diese waren Ministerialen der Grafen von Bogen. Im Gedenkbuch des Klosters Oberalteich um 1100 ist ein Wirnto von Haybach erwähnt, 1320 wird Dietrich Haibeck mit dem Abt von Oberalteich beim Dombau zu Regensburg in einer Urkunde genannt. Im Jahre 1494 erlosch das Rittergeschlecht der Haybecken zu Haybach und Wiesenfelden. Ihre Nachfolger waren 1515 die Notthaft, später die Ossinger und die Leoprechtinger. Der Ort war Teil des Kurfürstentums Bayern und bildete eine geschlossene Hofmark, deren Sitz Haibach war. Im Zuge der Verwaltungsreformen in Bayern entstand mit dem Gemeindeedikt von 1818 die Gemeinde.

### Eingemeindungen
Im Zuge der Gebietsreform in Bayern wurden am 1. Januar 1971 die Gemeinden Landasberg, Prünstfehlburg und Irschenbach eingemeindet. Am 1. Januar 1978 kam Gemeinde Elisabethszell hinzu.

### Einwohnerentwicklung
Im Zeitraum 1988 bis 2018 stagnierte bzw. sank die Einwohnerzahl von 2061 auf 2015 Einwohner bzw. um 2,23 %.
- 1840: 0228 Einwohner[9]
- 1867: 0469 Einwohner[10]
- 1961: 2090 Einwohner
- 1970: 2120 Einwohner
- 1987: 2084 Einwohner
- 1991: 2093 Einwohner
- 1995: 2137 Einwohner
- 2000: 2162 Einwohner
- 2005: 2178 Einwohner
- 2010: 2137 Einwohner
- 2015: 2121 Einwohner
- 2021: 2015 Einwohner
- 2023: 2107 Einwohner[11]

## Politik
Erster Bürgermeister ist Fritz Schötz.

### Gemeinderat
Der Gemeinderat besteht aus dem ersten Bürgermeister und 14 Mitgliedern, davon 7 von der CSU, 4 der Freien Wählergemeinschaft und 3 von der Überparteilichen Christlichen Wählervereinigung (ÜCW).

### Wappen
| Wappen von Haibach | Blasonierung: „In Silber ein roter Pferdekopf mit goldenem Zaumzeug“ |
| Wappen von Haibach | Wappenbegründung: Das Gemeindewappen entspricht dem Wappen des Ortsadelsgeschlechts der Haibeck, die als Hofmarksherren ab etwa 1320 bis Anfang des 15. Jahrhunderts Grundherrschaft und Niedergericht in Haibach ausübten. Die Haibeck, die 1494 ausgestorben sind, nannten sich erst Haibeck von Haibach, später nach ihrem Hauptbesitz Wiesenfelden. Dieses Wappen wird seit 1963 geführt. |

## Sehenswürdigkeiten
- Die Burgruine Haibach war der Stammsitz der Haibecken und später Herrensitz, der im 19. Jahrhundert in bäuerlichen Besitz kam und seither verfiel. Die Reste der Ruine wurden 1986 durch den neu gegründeten Förderverein gesichert. In der Mitte des Hofes haben sich Teile des Schlosswohnbaus aus dem frühen 18. Jahrhundert erhalten. Das Stallgebäude wird seit 2005 als Museum genutzt.
- Die katholische Pfarrkirche St. Laurentius hat einen gotischen Turm und Chorunterbau, das Langhaus wurde 1871 errichtet. Im Inneren befindet sich eine spätgotische Maria mit Kind aus der Zeit um 1480.

## Wirtschaft und Infrastruktur

### Verkehr
Durch das Gemeindegebiet verläuft die Staatsstraße 2140 und diverse Kreisstraßen.
Die stillgelegte und abgebaute ehemalige Bahnstrecke Straubing–Miltach führte durch die Gemeinde.

### Wirtschaft einschließlich Land- und Forstwirtschaft
Für 2020 wies die Statistik kommunal 2021 878 sozialversicherungspflichtig Beschäftigte am Wohnort aus. Darunter 5 in der Land- und Forstwirtschaft, 82 im produzierenden Gewerbe und 86 in Handel, Verkehr und Gastgewerbe. Es gab 37 landwirtschaftliche Betriebe, 7 Betriebe des Bauhauptgewerbes und keinen Betrieb aus dem verarbeitenden Gewerbe. 2 % der insgesamt 3.238 Hektar Gemeindeflächen werden als Wohnbaufläche genutzt, 0,4 % als Industrie- und Gewerbefläche, 39,7 % von der Landwirtschaft und 47,8 % sind Wald.

#### Tourismus
Das Gemeindegebiet ist als Erholungsort staatlich anerkannt.

### Bildung
Es gibt folgende Einrichtungen:
- Kita „Hofbergzwergerl“: 50 Kindergartenplätze und zwölf Krippenplätze (Stand: 2014)[17]
- Dietrich-von-Haibeck-Grundschule: 66 Schüler mit vier hauptamtlichen Lehrkräften (Stand: 2022/2023)[18]

## Persönlichkeiten
Die frühere Bundesministerin und Vizepräsidentin des Deutschen Bundestages Gerda Hasselfeldt wuchs in Haibach im elterlichen Bauernhof mit Metzgerei und Gasthaus auf. Bereits ihr Vater Alois Rainer war Mitglied des Bundestags. Ihr jüngerer Bruder Alois Georg Josef Rainer, langjähriger Bürgermeister von Haibach, wurde bei der Bundestagswahl 2013 als Direktkandidat für den Wahlkreis Straubing-Regen in den Deutschen Bundestag gewählt. Er ist der Nachfolger von Ernst Hinsken, ebenfalls Haibacher. Alois Rainer wurde am 28. April 2025 von seiner Partei als Landwirtschaftsminister im Kabinett Merz vorgeschlagen.